# Carlos Sánchez Aguiar
Carlos Sánchez Aguiar (Madrid, 28 novembre 1957) è un allenatore di calcio spagnolo.

## Carriera
Ha allenato in due diverse stagioni l'Atlético Madrid, sempre in sostituzione di un allenatore esonerato. Nella stagione 1994-95 rilevò Alfio Basile nelle ultime due partite di campionato ottenendo un pari e una vittoria. Nella stagione 1998-99 sostituì Arrigo Sacchi e in cinque partite la squadra fu sconfitta quattro volte e pareggiò una volta.